# 그린란드

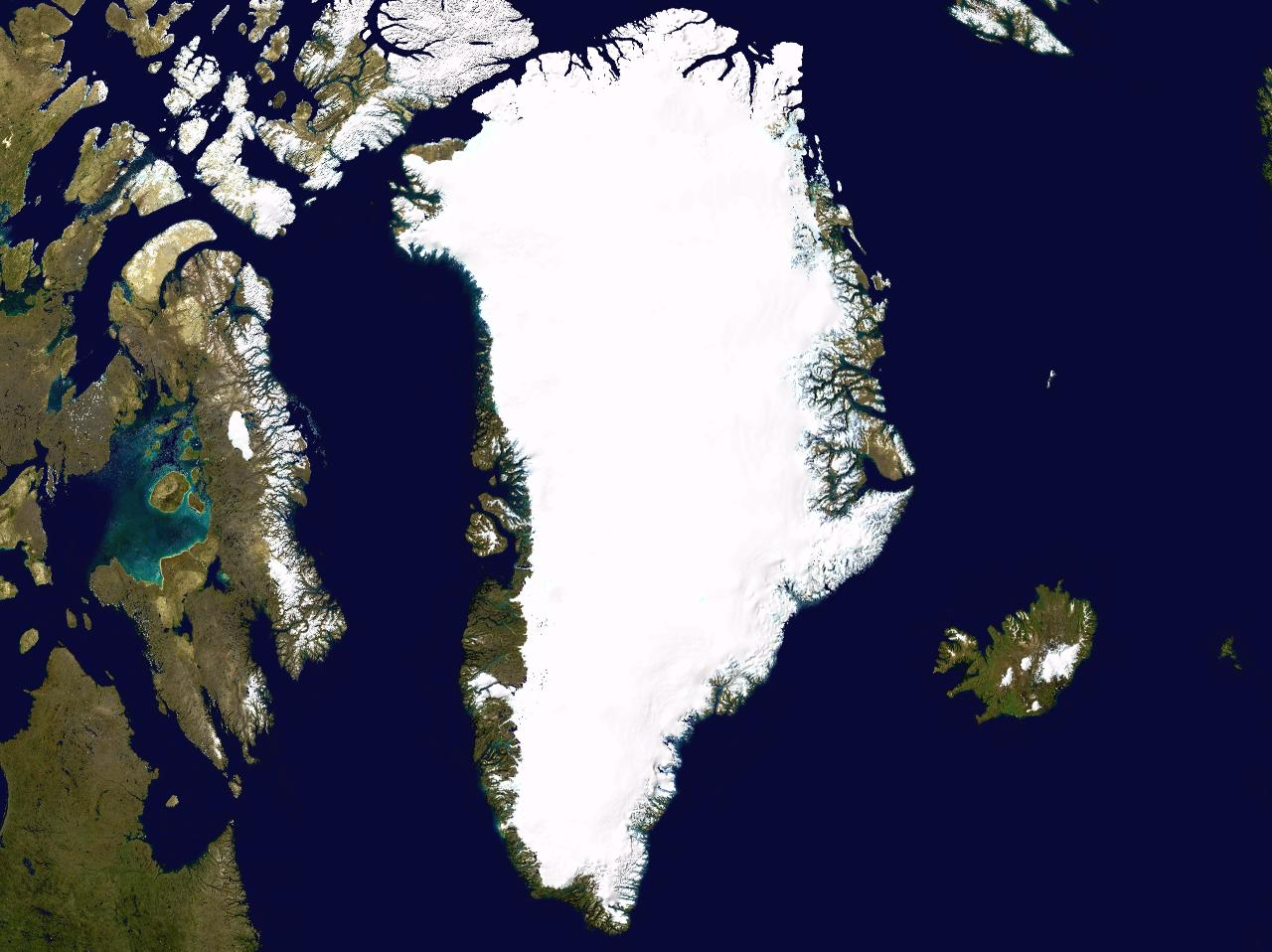
그린란드의 위성 합성

그린란드(문화어: 그뢴란, 그린란드어: Kalaallit Nunaat [kalaːɬːit nʉnaːt] 칼랄리트 누나트, 덴마크어: Grønland [ˈkʁɶnˌlænˀ] 그뢴란[*])는 북아메리카 북동부에 위치한 세계에서 가장 큰 섬으로, 덴마크 왕국의 구성국이자 자치령이다. 수도는 누크이다.
기원전 2500년 무렵부터 사람이 거주하였으며 원주민인 이누이트가 정착해 왔다. 18세기 이래 덴마크의 속령이 되었으며, 2009년 6월 21일에 자치를 선언해 강력한 자치권을 행사한다. 속령이므로 국방이나 외교 사안 등 권리가 덴마크에 있지만 그린란드의 지하 자원을 사용할 권리와 사법권, 경찰권, 입법권 등은 독립적으로 행사한다. 덴마크 해협을 두고 아이슬란드, 배핀만을 두고 캐나다 누나부트 준주를 마주한다.

## 역사
그린란드에 사람이 기원전 2500년 무렵부터 이주하였고, 이누이트가 정착해 살기 시작했다. 이후 서기 986년 노르드족인 에이리크 라우디가 유럽지역에 그린란드 존재를 알렸다. 그는 자신이 발견한 땅에 많은 사람들이 이주하기를 바랐고 이에 따라 자신이 발견한 섬의 이름을 '초록의 땅'이라는 뜻의 '그린란드'라 이름 지었다. 이 때부터 그린란드에 노르드족이 정착하기 시작했다. 
그러나 이들은 원주민인 이누이트족과 충돌이 잦았다. 수천 년간 살아오면서 그린란드 빙설 기후에 완벽히 적응한 이누이트족과 달리 노르드족은 기후에 적응하지 못했다. 척박한 환경에서 목재와 철 등 자신들의 문화를 이룰 자원도 얻기 어려웠다. 노르드족은 인구 증가에 큰 난관을 겪어 인구 수와 군사에서 이누이트족과 비교조차 하기 어려웠다. 일례로 1379년 이누이트족 습격을 받아 노르드족 남성 18명이 사망했다. 당시 노르드족 인구는 4,000명에 불과했다고 한다. 
이러한 환경 속에서도 본토와 교류를 통해 15세기까지 노르드족은 그린란드에 거주하였으나 소빙기로 해안에 유빙이 생겨나면서 본토와 교류는 힘들었다. 유럽에서 흑사병이 유행하면서 교류는 완전히 중단되었고, 결국 그린란드의 노르드족 거주지는 소멸하였다. 
이후 1721년에 덴마크와 노르웨이 루터교 선교사이자 탐험가인 한스 에게데 일행이 그린란드를 탐험했고 덴마크 군대가 그린란드 남서부 연안에 고트호프 요새를 건설하면서 덴마크령의 거주지가 되었다.

### 자치권의 회복
냉전 시기에 미국은 그린란드 지역에 지정학적 관심을 보였다. 1946년 트루먼 대통령은 덴마크에게 그린란드를 1억달러에 구입하겠다고 제안하지만 덴마크는 거절했다. 하지만 1950년 덴마크는 미국의 툴레 공군 기지 건립 제안을 받아들여 1951년 건설을 허가했다. 1953년 완성한 툴레 기지는 나토의 중요한 방어전략 중심지이다.
1950년 그린란드에 있던 덴마크의 식민지 남그린란드, 북그린란드를 통합하면서 덴마크의 단일 식민지인 그린란드 식민지를 수립했다. 1953년 그린란드 식민지는 덴마크의 한 주로 승격되어 그린란드 주가 되었으며, 그린란드인들은 이 시기 덴마크 시민권을 취득하였다. 1968년 1월 21일에는 툴레 공군기지 인근에 핵폭탄 4발을 적재한 B-52 폭격기가 추락하는 사고가 발생했다.
그린란드는 자치권 보장을 주장하였고 1979년 5월 1일 덴마크 의회가 자치권을 인정하였다. 자치권 인정 후 국가 원수는 덴마크 국왕이며 외교권과 국방도 덴마크가 맡았다. 1973년 덴마크가 유럽 경제 공동체(EEC, 현재의 유럽 연합(EU)의 전신)에 가입하면서 그린란드도 유럽 경제 공동체의 일원이 되었다. 그린란드는 상업성 어업 규제와 물개 가죽 제품의 금지 조치를 내렸던 유럽경제공동체에 반발하였다. 1982년에 실시한 자체 주민 투표로 유럽 경제 공동체에서 이탈하기로 결의했고 1985년 유럽 경제 공동체에서 완전히 탈퇴하였다.
최근 지구 온난화와 맞물려 그린란드 독립에 지하자원을 활용한 새로운 가능성이 생겨났다. 그린란드는 2008년 11월 25일에 자치권 확대 여부 투표를 치렀다. 그리고 이 투표에서 75%가 자치권 확대에 찬성하면서 독립 발판을 마련했다. 마침내 2009년 6월 21일에 누크에서 자치권 확대 발효 기념식을 열고 자체정부와 사법, 입법 기관을 구성하고 사실상 독립을 선언하였다. 다만 여전히 덴마크가 국방이나 외교 사안에는 결정권을 가진다. 이 조치로 덴마크가 지원하던 연간 보조금 32억 덴마크 크로네(덴마크의 통화)를 중단하나 지구 온난화로 개발 가능성이 높은 지하자원을 사용할 권리와 사법 및 경찰권을 가지며, 입법권도 지닌다.
2025년 취임한 도널드 트럼프 미국 대통령이 공공연히 그린란드에 대해 관심을 보인다. 그린란드 독립이나 미국으로 편입을 방해하면 덴마크에 매우 높은 관세를 부과하겠다고 표명했다.

## 지리
지리-문화는 북아메리카에, 정치는 유럽에 속한다. 남동쪽으로 대서양과 아이슬란드, 동쪽으로 그린란드해, 북쪽으로 북극해, 서쪽으로 배핀만과 캐나다의 누나부트 준주가 자리했다. 섬의 81%가 얼음으로 덮혔다.
그린란드 면적이 일반적인 지도에서 메르카토르 도법으로 호주보다 크게 보이지만 실제로 아르헨티나보다 작다.

### 환경
여름 한 철 나무가 자라고 꿀벌과 모기가 날아다닌다. 그린란드의 여름은 2~3주로 짧은 편이며 여름 동안에 그린란드 사람들도 반팔을 입는다. 8월 중순부터 이듬해 4월 중순까지 백야와 오로라를 구경하려는 관광객들로 문전성시를 이룬다.

## 행정 구역
아반나타, 쿠야흘렉, 케켁탈릭, 켁카타, 셍메흐속의 5대 행정구역이 설치되어 있다. 이 가운데 셍메흐속은 그린란드 남부를 차지하는 지역으로, 수도 누크가 있으며 인구와 면적이 가장 크다. 미거주지 지역인 북동 그린란드 국립공원은 행정구역으로 분류되지 않는다.
1951년 덴마크에서 통계 집계와 관리를 목적으로 '란드스델레' (landsdele)라 부르는 행정구역을 도입하였으며, 서그린란드, 북그린란드, 동그린란드의 3개 지역으로 나뉘었다. 1979년 자치법 제정으로 행정구역의 명칭이 그린란드어로 바뀌었으며, 2018년 기존의 행정구역을 한차례 더 나누어 현재의 모습이 되었다.

## 정치
덴마크의 군주가 국가 원수이지만, 통치권은 의원내각제를 도입한 이후 사실상 그린란드 총리와 내각에게 있다. 국왕은 형식적으로 행정권을 유지하는 상징적 존재일 뿐이다.
31명 대표로 구성한 의회인 그린란드 이나치사르투트가 존재한다. 정부 수반은 총리이며, 현재 총리는 이누이트 공동체당 소속 무테 보우 루프 에게데이다. 정부는 총리가 직접 임명하는 내각으로 구성한다.
그린란드는 덴마크 의회인 폴케팅에 접근할 권한을 지니며, 최대 2석까지 덴마크 폴케팅에 자국 대표를 보낸다.

## 군사
국군이 없으며 덴마크 측이 군사권을 대행한다.

## 경제
워낙 춥고 척박한 날씨 탓에 경작지는 1.1% 정도에 불과하며, 자치 정부가 고용 인구의 절반을 고용한다. 식량은 미국과 캐나다, 주변 유럽 국가들에서 대부분을 수입하며, 풍부한 수산물을 주로 수출한다. 최근에 여행 산업과 보석류를 포함한 다양한 광물자원 수출이 늘고 있다.

## 사회

### 인구
그린란드 인구는 6만 명이 채 되지 않는다. 2022년 기준 5만 6천 명이었다. 이 중 그린란드인이 85~90%를 차지한다. 덴마크인, 아프리카계 미국인, 기타 원주민도 거주한다.
주민들 거의가 그나마 온대 기후를 보이는 주도 남서쪽에 거주한다.(덴마크)

### 종교
거의 대부분인 95% 인구가 루터교도이다. 일부는 다른 종교나 토착 종교도 믿는다.

## 문화

### 언어
자치권 이전에 그린란드어와 덴마크어가 공용어였지만, 2009년 6월부터 그린란드어만이 유일한 공식어이다. 하지만 그린란드 언어는 일상 언어로 충분하지만, 다른 언어에 비해 부족한 어휘나 표현으로 철학이나 사회, 경제, 수학, 과학 등 전문 학문에는 사용하기 어렵다. 그 이유로 덴마크어는 여전히 고등교육에 사용하는 언어로 남았다.

### 스포츠
축구협회와 국가대표가 있기는 하지만 FIFA의 정식 회원국이 아니다. 연중 낮은 기온 때문에 경기장에 잔디가 자라지 않기 때문이다. 대신 NF-보드의 회원국이다.
2007년에는 독일에서 열린 남자핸드볼선수권대회에 참가하였다. 그린란드는 Island Games과 Arctic Winter Games에 참가하고 있다.

## 같이 보기
- 스발바르 제도
- 프로젝트 아이스웜(en:Project Iceworm)
- 피투피크 우주기지(구명칭: 툴레공군기지)
- 캠프 센츄리(en:Camp Century)